# Banco Agrícola de Venezuela
El Banco Agrícola de Venezuela (BAV) es una institución financiera venezolana de capital nacional del Estado especializado en banca universal adscrita al Ministerio del Poder Popular para la Agricultura y Tierras. Su sede principal se encuentra ubicada en Altamira, Caracas.

## Historia
Fue fundado a finales de 2005 por mandato del expresidente de la República Hugo Chávez, inició operaciones el 24 de enero de 2006 se adecúa a los lineamientos del Ministerio del Poder Popular para la Agricultura y Tierras, con la intención de promover el desarrollo del sector agrícola venezolano, otorgando créditos a tasas de interés bajas. Según fuentes oficiales se esperaba culminar el año de su inauguración con 25 agencias, pero no se cumplió la meta. En enero de 2008 contaba con 10 agencias a nivel nacional. Para al año 2011 ya contaba con 42. Sucursales funcionando en Venezuela, esperando terminar el año en 46 agencias.